# Selce (okres Poltár)
Selce je obec na Slovensku v okrese Poltár.  Leží na jižním úpatí Revúcké vrchoviny v údolí Selčianského potoka. Žije zde 113 obyvatel. První písemná zmínka pochází z roku 1303.
Nachází se zde klasicistní evangelický kostel, který byl vybudován v letech 1807 až 1809 (národní kulturní památka Slovenské republiky). V interiéru se nachází oltářní obraz Kristus v Getsemanské zahradě od J. B. Klemense. Vedle kostela stojí zvonice čtvercového půdorysu z roku 1819.